# Текленбург, Джон
Джон Текленбург (англ. John Tecklenburg; род. в сентябре 1955 в Чарлстоне) — американский бизнесмен и государственный деятель. Мэр Чарлстона с 11 января 2016 года.

## Биография
Текленбург родился в сентябре 1955 года в Чарлстоне.
Окончил Джорджтаунский университет в Вашингтоне (Округ Колумбия) бакалавром наук в области химии. Позже изучал джаз в Музыкальном колледже Беркли в Бостоне.
С 1995 года по 1999 год был директором по экономическому развитию Чарльстона. Текленбург — коммерческий риелтор.
Текленбург баллотировался на пост мэра Чарлстона и 17 ноября 2015 года победил Леона Ставринакиса. Вступил в должность 11 января 2016 года. Его предшественником был Джо Райли, который занимал пост мэра чуть более 40 лет.
13 января 2020 года заступил на второй срок.
В июне 2020 года, после массовых протестов против расизма, мэр Текленбург объявил о решении убрать статую Джона Кэлхуна, известного южнокаролинского защитника рабства, с площади Мэрион в Чарлстоне.

## Личная жизнь
Джон женат на Сэнди. У них 5 детей и 5 внуков.